# Stictopisthus arcuatus
Stictopisthus arcuatus là một loài tò vò trong họ Ichneumonidae.